# Alexandraland
Alexandraland (russisch Земля Александры, Semlja Alexandry) ist – wenn man die weit abgelegene Victoria-Insel nicht mehr dazurechnet – die westlichste Insel des zu Russland gehörenden Franz-Josef-Lands im Arktischen Ozean.

## Geographie

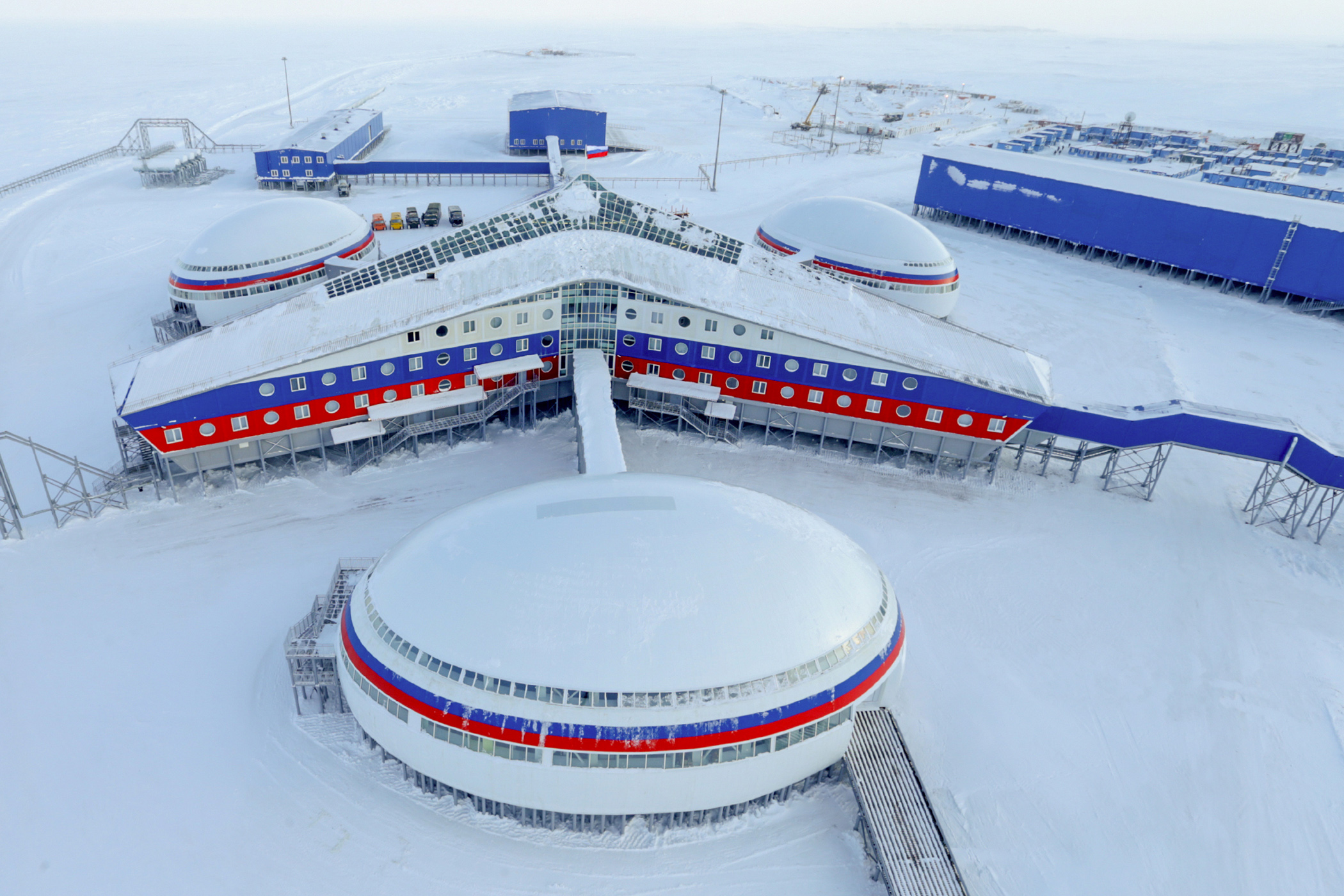
Das „Arktische Kleeblatt“, das neue Hauptgebäude der Polarstation (2017)

Alexandraland ist einschließlich der nordöstlichen Halbinsel Poljarnych Lettschikow (Полуостров Полярных Летчиков) rund 70 km lang, und maximal 30 km breit. Die Halbinsel ist über eine 3,1 km breite Landbrücke mit dem Hauptteil der Insel verbunden.
Mit rund 1095 km² Fläche ist Alexandraland die viertgrößte Insel des Franz-Josef-Lands (nach Prinz-Georg-Land, Wilczek-Land und Graham-Bell-Insel); ihr höchster Punkt, die Eiskappe Kupol Lunny (Купол Лунный), wird mit 382 Metern über dem Meer angegeben. Sie ist durch den Cambridge-Kanal vom östlich liegenden Prinz-Georg-Land, der größten Insel des Archipels, getrennt, und von dieser im Norden nur sechs Kilometer entfernt. 157 km  weiter westlich, außerhalb des Franz-Josef-Lands, liegt isoliert die Victoria-Insel. Im Norden der Insel liegt die russische Polarbasis Nagurskaja, der nördlichste Ort Russlands.

## Geschichte
Vermutlich wurde die Insel 1865 vom norwegischen Walrossjäger Nils Rønnbeck gesichtet. Offiziell gilt jedoch der britische Polarforscher Benjamin Leigh Smith als Entdecker der Insel, der sie 1880 nach Prinzessin Alexandra von Dänemark, Gemahlin von Albert Eduard von Sachsen-Coburg und Gotha, dem späteren britischen König Eduard VII., benannte.
Im Frühjahr 1897 erkundete die Jackson-Harmsworth-Expedition unter der Leitung von Frederick George Jackson die Insel mit Hundeschlitten. Dabei fand Jackson heraus, dass es sich beim benachbarten Prinz-Georg-Land um eine eigene Insel handelte. Bereits 1895 hatte Jackson die Südküste der Insel kartiert.
Im Juli 1914 erreichte Walerian Iwanowitsch Albanow, Navigator der Swjataja Anna, mit neun Kameraden nach monatelangem Marsch durch das Packeis hier erstmals wieder Land. Nur Albanow und dem Matrosen Alexander Konrad gelang es, bis zur Northbrook-Insel zu gelangen, wo sie im August von der Sedow-Expedition gerettet wurden. Sie waren die einzigen Überlebenden einer 1912 gestarteten russischen Expedition unter Georgi Lwowitsch Brussilow.
1928 suchten mehrere Rettungsexpeditionen die Insel nach Überlebenden von Umberto Nobiles Italia-Expedition ab. Zwei Jahre später landete der Norweger Gunnar Horn kurzzeitig auf der Insel.
Während des Zweiten Weltkriegs errichtete der deutsche Wettertrupp „Schatzgräber“ im September 1943 eine Wetterstation auf Alexandraland. Zehn Männer wurden an Bord des Wetterforschungsschiffs Kehdingen unter der Eskorte von U 387 an die Ostküste der Insel gebracht. Im Mai 1944 wurde die Station aus der Luft versorgt. Kurze Zeit später erkrankten jedoch die meisten Angehörigen an Trichinose durch den Verzehr von rohem Eisbärfleisch. Im Juli 1944 wurde die Station evakuiert. Im Oktober 1944 wurde U 387 erneut nach Alexandraland gesandt, um dort eine automatische Wetterstation zu errichten, es konnte die Insel jedoch aufgrund starken Packeises nicht erreichen.
Die von den deutschen Soldaten errichtete Landebahn wurde 1952 von der Sowjetunion in die Militärbasis Nagurskaja eingegliedert. Die Station wird bis heute als einzige in ganz Franz-Joseph-Land betrieben. Im Oktober 2015 gab das russische Verteidigungsministerium bekannt, dass es zu 97 % damit fertig sei, am Standort eine Militärbasis zu errichten, in welcher 150 Soldaten über 18 Monate autark leben können. Die Militärbasis ist 14.000 m² groß. Durch die erhöhte militärische Präsenz möchte Russland seinen Anspruch auf arktische Gebiete untermauern, in denen nach eigenen Angaben 4,9 Milliarden Tonnen fossiler Brennstoffe vermutet werden. Zudem könnte dem Franz-Josef-Land nach zunehmendem Abschmelzen des Packeises mehr wirtschaftliche und strategische Bedeutung zukommen, da der Frachtverkehr zwischen Atlantik und Pazifik durch das Nordpolarmeer abgewickelt werden kann.